# Железнодорожная Водокачка № 1
 Железнодоро́жная Водока́чка № 1  — населенный пункт в Кирово-Чепецком районе Кировской области в составе Просницкого сельского поселения.

## География
Расположена на расстоянии менее 1 км от железнодорожной станции Просница к югу от железнодорожной линии Киров-Пермь на берегу пруда, прилегая с востока к деревне Васькинцы.

## История
Известна с 1926 года как водокачка станции Просница с 6 жителями и 1 хозяйством, в 1950 2 хозяйства и 7 жителей, в 1989 2 жителя. Настоящее название утвердилось с 1978 года .

## Население
| 2010 |
| ---- |
| 1    |

Постоянное население составляло 0 человек в 2002 году, 1 в 2010.